# Giro de Lombardia de 2020
O Giro de Lombardia de 2020 (oficialmente Il Lombardia) é a 114.º edição desta corrida de ciclismo masculina em estrada. Teve lugar em 15 de agosto de 2020.

## Apresentação

### Equipas
| Equipes WorldTeam (19)- Deceuninck-Quick Step - Groupama-FDJ - Lotto Soudal - EF Pro Cycling - AG2R La Mondiale - Astana - Bahrain McLaren - Bora-Hansgrohe - CCC Team - Cofidis - Israel Start-Up Nation - Movistar Team - Mitchelton-Scott - NTT Pro Cycling - Ineos - Jumbo-Visma - Team Sunweb - Trek-Segafredo - UAE Team Emirates Equipes ProTeam (6)- Alpecin-Fenix - Androni Giocattoli-Sidermec - Gazprom-RusVelo - Circus-Wanty Gobert - Bardiani CSF Faizanè - Vini Zabù-KTM |
| |

## Desenvolvimento da carreira
Como é costume a dificuldade encontra-se no muro de Sormano. À cimeira dessa cota já são apenas 7 ciclistas : Vincenzo Nibali, Giulio Ciccone e Bauke Mollema para a equipa Trek Segafredo, Jakob Fuglsang e Aleksandr Vlasov para a equipa Astana Pro Team, George Bennett (Jumbo-Visma) e Remco Evenepoel (Deceunink-Quick-Step). Entre os perseguidores encontra-se um grupo composto de Diego Ulissi (UAE Team Emirates) e Rafal Majka (Bora-Hansgrohe). Mais longe ainda se encontre Richard Carapaz (Team INEOS) acompanhado de Maximilian Schachmann (Bora-Hansgrohe) e Mathieu Van Der Poel (Alpecin-Fenix). Este último voltará à cabeça antes de finalizar a descida. É justamente neste descida que um facto principal desta carreira se vai produzir. A equipa Trek Segafredo em superioridade numérica pede a Vincenzo Nibali de fazer o descida em bloco. Remco Evenepoel que está em dificuldade nesta fase técnica é obrigado de tomar mais risco para seguir o aspecto dos demais. Perde uma trajectória e sobresalta o parapeito de uma ponte e cai por trás no vazio. Os comissários da corrida tranquilizam que dizem que o corredor belga está consciente. Pela tarde da carreira aprende-se que sofre de uma fractura da bacia e de uma contusão no pulmão.
No sopé da descida só sobram duas dificuldades para o grupo de seis. No Civiglio os três corredores da equipa Trek Segafredo são distanciados rapidamente. Bauke Mollema e Giulio Ciccone cheguem a manter uma separação frágil até ao sopé da última dificuldade enquanto Vincenzo Nibali está mais mais atrás. Tudo se vai jogar na última dificuldade para os três homens de cabeça. Aleksandr Vlasov que tem feito o trabalho para o seu líder é distanciado rapidamente. Depois só fica Jakob Fuglsang e George Bennett ao ataque. Este último ataca o primeiro mas faz-se conter pelo seu colega de escapada que segue para a vitória.
O dinamarquês Jakob Fuglsang impõe-se a Como e consegue o seu segundo monumento após Liège-Bastogne-Liège em 2019. Segue na meta George Bennett e seu colega Aleksandr Vlasov. Os corredores da equipa Trek-Segafredo terminem à quarta, quinta e sexto lugar. O alemão Maximilian Schachmann que está de volta nas últimas dificuldades aos corredores ante ele termina sétimo após se ter chocado com um carro civil que se estava a entrar no percurso na descida da última dificuldade. Diego Ulissi (UAE Team Emirates), Ben Hermans (Israel Start-Up Nation) e Mathieu Van Der Poel que tem recuperado nas últimas dificuldades completam o top 10.

## Classificações

### Classificação da carreira
| \| Classificação geral \| Classificação geral \| Classificação geral \| Classificação geral \| Classificação geral \| \| Ciclista \| Ciclista \| Equipe \| Tempo \| \| \| ------------------- \| --------------------- \| ---------------------- \| ------------------- \| ------------------- \| \| 1. \| Jakob Fuglsang \| Astana \| 5h32m54s \| \| \| 2. \| George Bennett \| Jumbo-Visma \| + 31s \| \| \| 3. \| Aleksandr Vlasov \| Astana \| + 51s \| \| \| 4. \| Bauke Mollema \| Trek-Segafredo \| + 1m19s \| \| \| 5. \| Giulio Ciccone \| Trek-Segafredo \| + 1m40s \| \| \| 6. \| Vincenzo Nibali \| Trek-Segafredo \| + 3m31s \| \| \| 7. \| Maximilian Schachmann \| Bora-Hansgrohe \| + 4m31s \| \| \| 8. \| Diego Ulissi \| UAE Team Emirates \| + 5m20s \| \| \| 9. \| Ben Hermans \| Israel Start-Up Nation \| + 6m00s \| \| \| 10. \| Mathieu van der Poel \| Alpecin-Fenix \| + 6m28s \| \| \| 11. \| Alessandro De Marchi \| CCC Team \| + 6m51s \| \| \| 12. \| Antwan Tolhoek \| Jumbo-Visma \| + 8m15s \| \| \| 13. \| Richard Carapaz \| Team Ineos \| + 8m15s \| \| \| 14. \| Simon Clarke \| EF Pro Cycling \| + 10m05s \| \| \| 15. \| Jesús Herrada \| Cofidis \| + 10m09s \| \| \| 16. \| Dario Cataldo \| Movistar Team \| + 10m18s \| \| \| 17. \| Ruben Guerreiro \| EF Pro Cycling \| + 10m25s \| \| \| 18. \| Lorenzo Rota \| Vini Zabù-KTM \| + 10m25s \| \| \| 19. \| Wilco Kelderman \| Team Sunweb \| + 10m25s \| \| \| 20. \| Simon Geschke \| CCC Team \| + 10m25s \| \| |                       |                        |          |
| |                       |                        |          |
| Fonte: ProCyclingStats |                       |                        |          |
| Classificação geral |                       |                        |          |
| Ciclista | Ciclista              | Equipe                 | Tempo    |
| 1. | Jakob Fuglsang        | Astana                 | 5h32m54s |
| 2. | George Bennett        | Jumbo-Visma            | + 31s    |
| 3. | Aleksandr Vlasov      | Astana                 | + 51s    |
| 4. | Bauke Mollema         | Trek-Segafredo         | + 1m19s  |
| 5. | Giulio Ciccone        | Trek-Segafredo         | + 1m40s  |
| 6. | Vincenzo Nibali       | Trek-Segafredo         | + 3m31s  |
| 7. | Maximilian Schachmann | Bora-Hansgrohe         | + 4m31s  |
| 8. | Diego Ulissi          | UAE Team Emirates      | + 5m20s  |
| 9. | Ben Hermans           | Israel Start-Up Nation | + 6m00s  |
| 10. | Mathieu van der Poel  | Alpecin-Fenix          | + 6m28s  |
| 11. | Alessandro De Marchi  | CCC Team               | + 6m51s  |
| 12. | Antwan Tolhoek        | Jumbo-Visma            | + 8m15s  |
| 13. | Richard Carapaz       | Team Ineos             | + 8m15s  |
| 14. | Simon Clarke          | EF Pro Cycling         | + 10m05s |
| 15. | Jesús Herrada         | Cofidis                | + 10m09s |
| 16. | Dario Cataldo         | Movistar Team          | + 10m18s |
| 17. | Ruben Guerreiro       | EF Pro Cycling         | + 10m25s |
| 18. | Lorenzo Rota          | Vini Zabù-KTM          | + 10m25s |
| 19. | Wilco Kelderman       | Team Sunweb            | + 10m25s |
| 20. | Simon Geschke         | CCC Team               | + 10m25s |

## Lista dos participantes
- Lista de saída completa

| Legenda | Legenda                                                                          | Legenda | Legenda                                              |
| ------- | -------------------------------------------------------------------------------- | ------- | ---------------------------------------------------- |
| Num     | Jersey de saída levada pelo corredor esta Giro de Lombardia                      | Pos     | Posição à chegada da corrida                         |
|         | Indica uma camisola de campeão nacional ou mundial, conforme a sua especialidade | NP      | Indica um corredor que não tomou a saída da corrida  |
| AB      | Indica um corredor que não terminou a corrida                                    | HD      | Indica um corredor terminou a etapa fora de controle |

| Trek-Segafredo TFS | Trek-Segafredo TFS       | Trek-Segafredo TFS |
| ------------------ | ------------------------ | ------------------ |
| Num                | Ciclista                 | Pos                |
| 1                  | Bauke Mollema (NED)      | 4.                 |
| 2                  | Gianluca Brambilla (ITA) | 27.                |
| 3                  | Giulio Ciccone (ITA)     | 5.                 |
| 4                  | Nicola Conci (ITA)       | 37.                |
| 5                  | Koen de Kort (NED)       | DNF                |
| 6                  | Jacopo Mosca (ITA)       | 26.                |
| 7                  | Vincenzo Nibali (ITA)    | 6.                 |

| AG2R La Mondiale ALM | AG2R La Mondiale ALM      | AG2R La Mondiale ALM |
| -------------------- | ------------------------- | -------------------- |
| Num                  | Ciclista                  | Pos                  |
| 11                   | Geoffrey Bouchard (FRA)   | 71.                  |
| 12                   | Clément Champoussin (FRA) | DNF                  |
| 13                   | Axel Domont (FRA)         | HD                   |
| 14                   | Mathias Frank (SUI)       | 44.                  |
| 15                   | Ben Gastauer (LUX)        | DNF                  |
| 16                   | Jaakko Hänninen (FIN)     | 25.                  |
| 17                   | Larry Warbasse (USA)      | 54.                  |

| Alpecin-Fenix AFC | Alpecin-Fenix AFC          | Alpecin-Fenix AFC |
| ----------------- | -------------------------- | ----------------- |
| Num               | Ciclista                   | Pos               |
| 21                | Mathieu van der Poel (NED) | 10.               |
| 22                | Floris De Tier (BEL)       | 76.               |
| 23                | Jimmy Janssens (BEL)       | 38.               |
| 24                | Kristian Sbaragli (ITA)    | DNF               |
| 25                | Petr Vakoč (CZE)           | 51.               |
| 26                | Louis Vervaeke (BEL)       | 69.               |
| 27                | Philipp Walsleben (GER)    | DNF               |

| Androni Giocattoli-Sidermec ANS | Androni Giocattoli-Sidermec ANS | Androni Giocattoli-Sidermec ANS |
| ------------------------------- | ------------------------------- | ------------------------------- |
| Num                             | Ciclista                        | Pos                             |
| 31                              | Nicola Bagioli (ITA)            | DNF                             |
| 32                              | Alessandro Bisolti (ITA)        | DNF                             |
| 33                              | Luca Chirico (ITA)              | DNF                             |
| 34                              | Miguel Flórez López (COL)       | 35.                             |
| 35                              | Davide Gabburo (ITA)            | 75.                             |
| 36                              | Simon Pellaud (SUI)             | DNF                             |
| 37                              | Simone Ravanelli (ITA)          | HD                              |

| Astana AST | Astana AST                       | Astana AST |
| ---------- | -------------------------------- | ---------- |
| Num        | Ciclista                         | Pos        |
| 41         | Jakob Fuglsang (DEN)             | 1.         |
| 42         | Alex Aranburu (ESP)              | 80.        |
| 43         | Manuele Boaro (ITA)              | DNF        |
| 44         | Davide Martinelli (ITA)          | DNF        |
| 45         | Ion Izagirre (ESP)               | 79.        |
| 46         | Harold Tejada (COL)              | 52.        |
| 47         | Aleksandr Vlasov (RUS) (estrada) | 3.         |

| Bahrain McLaren TBM | Bahrain McLaren TBM       | Bahrain McLaren TBM |
| ------------------- | ------------------------- | ------------------- |
| Num                 | Ciclista                  | Pos                 |
| 51                  | Enrico Battaglin (ITA)    | 42.                 |
| 52                  | Grega Bole (SLO)          | DNF                 |
| 53                  | Eros Capecchi (ITA)       | DNF                 |
| 54                  | Scott Davies (GBR)        | DNF                 |
| 55                  | Domen Novak (SLO)         | DNF                 |
| 56                  | Mark Padun (UKR)          | DNF                 |
| 57                  | Hermann Pernsteiner (AUT) | 36.                 |

| Bardiani CSF Faizanè BCF | Bardiani CSF Faizanè BCF | Bardiani CSF Faizanè BCF |
| ------------------------ | ------------------------ | ------------------------ |
| Num                      | Ciclista                 | Pos                      |
| 61                       | Giovanni Carboni (ITA)   | 49.                      |
| 62                       | Luca Covili (ITA)        | 67.                      |
| 63                       | Filippo Fiorelli (ITA)   | DNF                      |
| 64                       | Francesco Romano (ITA)   | DNF                      |
| 65                       | Daniel Savini (ITA)      | DNF                      |
| 66                       | Manuel Senni (ITA)       | HD                       |
| 67                       | Filippo Zana (ITA)       | HD                       |

| Bora-Hansgrohe BOH | Bora-Hansgrohe BOH                    | Bora-Hansgrohe BOH |
| ------------------ | ------------------------------------- | ------------------ |
| Num                | Ciclista                              | Pos                |
| 71                 | Rafał Majka (POL)                     | 24.                |
| 72                 | Cesare Benedetti (ITA)                | 48.                |
| 73                 | Jean-Pierre Drucker (LUX)             | DNF                |
| 74                 | Patrick Konrad (AUT) (estrada)        | 31.                |
| 75                 | Paweł Poljański (POL)                 | DNF                |
| 76                 | Maximilian Schachmann (GER) (estrada) | 7.                 |
| 77                 | Ide Schelling (NED)                   | 86.                |

| CCC Team CCC | CCC Team CCC                  | CCC Team CCC |
| ------------ | ----------------------------- | ------------ |
| Num          | Ciclista                      | Pos          |
| 81           | Attila Valter (HUN)           | HD           |
| 82           | Alessandro De Marchi (ITA)    | 11.          |
| 83           | Simon Geschke (GER)           | 20.          |
| 84           | Kamil Małecki (POL)           | 67.          |
| 85           | Michał Paluta (POL) (estrada) | HD           |
| 86           | Joey Rosskopf (USA)           | 28.          |
| 87           | Georg Zimmermann (GER)        | 56.          |

| Circus-Wanty Gobert CWG | Circus-Wanty Gobert CWG    | Circus-Wanty Gobert CWG |
| ----------------------- | -------------------------- | ----------------------- |
| Num                     | Ciclista                   | Pos                     |
| 91                      | Jasper De Plus (BEL)       | DNF                     |
| 92                      | Théo Delacroix (FRA)       | HD                      |
| 93                      | Tom Devriendt (BEL)        | DNF                     |
| 94                      | Odd Christian Eiking (NOR) | 33.                     |
| 96                      | Andrea Pasqualon (ITA)     | HD                      |
| 97                      | Simone Petilli (ITA)       | 30.                     |

| Cofidis COF | Cofidis COF              | Cofidis COF |
| ----------- | ------------------------ | ----------- |
| Num         | Ciclista                 | Pos         |
| 101         | Jesús Herrada (ESP)      | 15.         |
| 102         | Fernando Barceló (ESP)   | DNF         |
| 103         | Jesper Hansen (DEN)      | 34.         |
| 104         | José Herrada (ESP)       | 73.         |
| 105         | Mathias Le Turnier (FRA) | HD          |
| 106         | Emmanuel Morin (FRA)     | DNF         |
| 107         | Attilio Viviani (ITA)    | DNF         |

| Deceuninck-Quick Step DQT | Deceuninck-Quick Step DQT | Deceuninck-Quick Step DQT |
| ------------------------- | ------------------------- | ------------------------- |
| Num                       | Ciclista                  | Pos                       |
| 111                       | Remco Evenepoel (BEL)     | DNF                       |
| 112                       | João Almeida (POR)        | DNF                       |
| 113                       | Andrea Bagioli (ITA)      | DNF                       |
| 114                       | Mattia Cattaneo (ITA)     | DNF                       |
| 115                       | Dries Devenyns (BEL)      | DNF                       |
| 116                       | Mikkel Honoré (DEN)       | 58.                       |
| 117                       | Pieter Serry (BEL)        | DNF                       |

| EF Pro Cycling EF1 | EF Pro Cycling EF1     | EF Pro Cycling EF1 |
| ------------------ | ---------------------- | ------------------ |
| Num                | Ciclista               | Pos                |
| 121                | Alberto Bettiol (ITA)  | DNF                |
| 122                | Jonathan Caicedo (ECU) | 78.                |
| 123                | Simon Clarke (AUS)     | 14.                |
| 124                | Ruben Guerreiro (POR)  | 17.                |
| 125                | Lachlan Morton (AUS)   | DNF                |
| 126                | Magnus Cort (DEN)      | HD                 |
| 127                | Michael Woods (CAN)    | 29.                |

| Gazprom-RusVelo GAZ | Gazprom-RusVelo GAZ      | Gazprom-RusVelo GAZ |
| ------------------- | ------------------------ | ------------------- |
| Num                 | Ciclista                 | Pos                 |
| 131                 | Anton Kuzmin (KAZ)       | DNF                 |
| 132                 | Serguei Chernetski (RUS) | 47.                 |
| 133                 | Denis Nekrasov (RUS)     | DNF                 |
| 134                 | Artem Nych (RUS)         | 74.                 |
| 135                 | Ivan Rovny (RUS)         | 59.                 |
| 136                 | Alexey Rybalkin (RUS)    | 63.                 |
| 137                 | Simone Velasco (ITA)     | 64.                 |

| Groupama-FDJ GFC | Groupama-FDJ GFC      | Groupama-FDJ GFC |
| ---------------- | --------------------- | ---------------- |
| Num              | Ciclista              | Pos              |
| 141              | Alexys Brunel (FRA)   | DNF              |
| 142              | Kilian Frankiny (SUI) | HD               |
| 143              | Rudy Molard (FRA)     | 21.              |
| 144              | Anthony Roux (FRA)    | 41.              |
| 145              | Romain Seigle (FRA)   | HD               |
| 146              | Benjamin Thomas (FRA) | HD               |
| 147              | Simon Guglielmi (FRA) | 45.              |

| Israel Start-Up Nation ISN | Israel Start-Up Nation ISN | Israel Start-Up Nation ISN |
| -------------------------- | -------------------------- | -------------------------- |
| Num                        | Ciclista                   | Pos                        |
| 151                        | Matteo Badilatti (SUI)     | 23.                        |
| 152                        | Guillaume Boivin (CAN)     | DNF                        |
| 153                        | Alexander Cataford (CAN)   | DNF                        |
| 154                        | Omer Goldstein (ISR)       | HD                         |
| 155                        | Ben Hermans (BEL)          | 9.                         |
| 156                        | Daniel Navarro (ESP)       | 22.                        |
| 157                        | James Piccoli (CAN)        | HD                         |

| Lotto-Soudal LTS | Lotto-Soudal LTS         | Lotto-Soudal LTS |
| ---------------- | ------------------------ | ---------------- |
| Num              | Ciclista                 | Pos              |
| 161              | Tim Wellens (BEL)        | HD               |
| 162              | Steff Cras (BEL)         | 49.              |
| 163              | Kobe Goossens (BEL)      | 71.              |
| 164              | Adam Hansen (AUS)        | DNF              |
| 165              | Nikolas Maes (BEL)       | DNF              |
| 166              | Tomasz Marczyński (POL)  | DNF              |
| 167              | Tosh Van der Sande (BEL) | DNF              |

| Mitchelton-Scott MTS | Mitchelton-Scott MTS          | Mitchelton-Scott MTS |
| -------------------- | ----------------------------- | -------------------- |
| Num                  | Ciclista                      | Pos                  |
| 171                  | Mikel Nieve (ESP)             | DNF                  |
| 172                  | Michael Albasini (SUI)        | DNF                  |
| 173                  | Tsgabu Grmay (ETH)            | 82.                  |
| 174                  | Lucas Hamilton (AUS)          | DNF                  |
| 175                  | Cameron Meyer (AUS) (estrada) | DNF                  |
| 176                  | Callum Scotson (AUS)          | DNF                  |
| 177                  | Robert Stannard (AUS)         | 54.                  |

| Movistar Team MOV | Movistar Team MOV       | Movistar Team MOV |
| ----------------- | ----------------------- | ----------------- |
| Num               | Ciclista                | Pos               |
| 181               | Dario Cataldo (ITA)     | 16.               |
| 182               | Juan Diego Alba (COL)   | 85.               |
| 183               | Héctor Carretero (ESP)  | DNF               |
| 184               | Juri Hollmann (GER)     | HD                |
| 185               | Einer Rubio (COL)       | 60.               |
| 186               | Eduardo Sepúlveda (ARG) | 83.               |
| 187               | Davide Villella (ITA)   | DNF               |

| NTT Pro Cycling NTT | NTT Pro Cycling NTT     | NTT Pro Cycling NTT |
| ------------------- | ----------------------- | ------------------- |
| Num                 | Ciclista                | Pos                 |
| 191                 | Stefan de Bod (RSA)     | 78.                 |
| 192                 | Benjamin Dyball (AUS)   | DNF                 |
| 193                 | Enrico Gasparotto (SUI) | DNF                 |
| 194                 | Benjamin King (USA)     | HD                  |
| 195                 | Gino Mäder (SUI)        | DNF                 |
| 196                 | Matteo Sobrero (ITA)    | DNF                 |
| 197                 | Danilo Wyss (SUI)       | DNF                 |

| Team Ineos INS | Team Ineos INS            | Team Ineos INS |
| -------------- | ------------------------- | -------------- |
| Num            | Ciclista                  | Pos            |
| 201            | Richard Carapaz (ECU)     | 13.            |
| 202            | Edward Dunbar (IRL)       | 40.            |
| 203            | Tao Geoghegan Hart (GBR)  | DNF            |
| 204            | Gianni Moscon (ITA)       | 56.            |
| 205            | Salvatore Puccio (ITA)    | DNF            |
| 206            | Iván Ramiro Sosa (COL)    | DNF            |
| 207            | Ben Swift (GBR) (estrada) | DNF            |

| Jumbo-Visma TJV | Jumbo-Visma TJV        | Jumbo-Visma TJV |
| --------------- | ---------------------- | --------------- |
| Num             | Ciclista               | Pos             |
| 211             | George Bennett (NZL)   | 2.              |
| 212             | Koen Bouwman (NED)     | 68.             |
| 213             | Chris Harper (AUS)     | 72.             |
| 214             | Lennard Hofstede (NED) | DNF             |
| 215             | Paul Martens (GER)     | DNF             |
| 216             | Jonas Vingegaard (DEN) | DNF             |
| 217             | Antwan Tolhoek (NED)   | 12.             |

| Team Sunweb SUN | Team Sunweb SUN       | Team Sunweb SUN |
| --------------- | --------------------- | --------------- |
| Num             | Ciclista              | Pos             |
| 221             | Wilco Kelderman (NED) | 19.             |
| 222             | Nico Denz (GER)       | DNF             |
| 223             | Chad Haga (USA)       | 32.             |
| 224             | Chris Hamilton (AUS)  | 50.             |
| 225             | Jai Hindley (AUS)     | 64.             |
| 226             | Martijn Tusveld (NED) | DNF             |
| 227             | Florian Stork (GER)   | 65.             |

| UAE Team Emirates UAD | UAE Team Emirates UAD       | UAE Team Emirates UAD |
| --------------------- | --------------------------- | --------------------- |
| Num                   | Ciclista                    | Pos                   |
| 231                   | Diego Ulissi (ITA)          | 8.                    |
| 232                   | Fabio Aru (ITA)             | DNF                   |
| 233                   | Valerio Conti (ITA)         | DNF                   |
| 234                   | Alessandro Covi (ITA)       | DNF                   |
| 235                   | Brandon McNulty (USA)       | 61.                   |
| 236                   | Edward Ravasi (ITA)         | 60.                   |
| 237                   | Aleksandr Riabushenko (BLR) | DNF                   |

| Vini Zabù-KTM THR | Vini Zabù-KTM THR       | Vini Zabù-KTM THR |
| ----------------- | ----------------------- | ----------------- |
| Num               | Ciclista                | Pos               |
| 241               | Giovanni Visconti (ITA) | DNF               |
| 242               | Lorenzo Fortunato (ITA) | 43.               |
| 243               | Marco Frapporti (ITA)   | DNF               |
| 244               | Andrea Garosio (ITA)    | 39.               |
| 245               | James Mitri (NZL)       | DNF               |
| 246               | Lorenzo Rota (ITA)      | 18.               |
| 247               | Matteo Spreafico (ITA)  | 83.               |

| Trek-Segafredo TFS | Trek-Segafredo TFS       | Trek-Segafredo TFS |
| ------------------ | ------------------------ | ------------------ |
| Num                | Ciclista                 | Pos                |
| 1                  | Bauke Mollema (NED)      | 4.                 |
| 2                  | Gianluca Brambilla (ITA) | 27.                |
| 3                  | Giulio Ciccone (ITA)     | 5.                 |
| 4                  | Nicola Conci (ITA)       | 37.                |
| 5                  | Koen de Kort (NED)       | DNF                |
| 6                  | Jacopo Mosca (ITA)       | 26.                |
| 7                  | Vincenzo Nibali (ITA)    | 6.                 |

| AG2R La Mondiale ALM | AG2R La Mondiale ALM      | AG2R La Mondiale ALM |
| -------------------- | ------------------------- | -------------------- |
| Num                  | Ciclista                  | Pos                  |
| 11                   | Geoffrey Bouchard (FRA)   | 71.                  |
| 12                   | Clément Champoussin (FRA) | DNF                  |
| 13                   | Axel Domont (FRA)         | HD                   |
| 14                   | Mathias Frank (SUI)       | 44.                  |
| 15                   | Ben Gastauer (LUX)        | DNF                  |
| 16                   | Jaakko Hänninen (FIN)     | 25.                  |
| 17                   | Larry Warbasse (USA)      | 54.                  |

| Alpecin-Fenix AFC | Alpecin-Fenix AFC          | Alpecin-Fenix AFC |
| ----------------- | -------------------------- | ----------------- |
| Num               | Ciclista                   | Pos               |
| 21                | Mathieu van der Poel (NED) | 10.               |
| 22                | Floris De Tier (BEL)       | 76.               |
| 23                | Jimmy Janssens (BEL)       | 38.               |
| 24                | Kristian Sbaragli (ITA)    | DNF               |
| 25                | Petr Vakoč (CZE)           | 51.               |
| 26                | Louis Vervaeke (BEL)       | 69.               |
| 27                | Philipp Walsleben (GER)    | DNF               |

| Androni Giocattoli-Sidermec ANS | Androni Giocattoli-Sidermec ANS | Androni Giocattoli-Sidermec ANS |
| ------------------------------- | ------------------------------- | ------------------------------- |
| Num                             | Ciclista                        | Pos                             |
| 31                              | Nicola Bagioli (ITA)            | DNF                             |
| 32                              | Alessandro Bisolti (ITA)        | DNF                             |
| 33                              | Luca Chirico (ITA)              | DNF                             |
| 34                              | Miguel Flórez López (COL)       | 35.                             |
| 35                              | Davide Gabburo (ITA)            | 75.                             |
| 36                              | Simon Pellaud (SUI)             | DNF                             |
| 37                              | Simone Ravanelli (ITA)          | HD                              |

| Astana AST | Astana AST                       | Astana AST |
| ---------- | -------------------------------- | ---------- |
| Num        | Ciclista                         | Pos        |
| 41         | Jakob Fuglsang (DEN)             | 1.         |
| 42         | Alex Aranburu (ESP)              | 80.        |
| 43         | Manuele Boaro (ITA)              | DNF        |
| 44         | Davide Martinelli (ITA)          | DNF        |
| 45         | Ion Izagirre (ESP)               | 79.        |
| 46         | Harold Tejada (COL)              | 52.        |
| 47         | Aleksandr Vlasov (RUS) (estrada) | 3.         |

| Bahrain McLaren TBM | Bahrain McLaren TBM       | Bahrain McLaren TBM |
| ------------------- | ------------------------- | ------------------- |
| Num                 | Ciclista                  | Pos                 |
| 51                  | Enrico Battaglin (ITA)    | 42.                 |
| 52                  | Grega Bole (SLO)          | DNF                 |
| 53                  | Eros Capecchi (ITA)       | DNF                 |
| 54                  | Scott Davies (GBR)        | DNF                 |
| 55                  | Domen Novak (SLO)         | DNF                 |
| 56                  | Mark Padun (UKR)          | DNF                 |
| 57                  | Hermann Pernsteiner (AUT) | 36.                 |

| Bardiani CSF Faizanè BCF | Bardiani CSF Faizanè BCF | Bardiani CSF Faizanè BCF |
| ------------------------ | ------------------------ | ------------------------ |
| Num                      | Ciclista                 | Pos                      |
| 61                       | Giovanni Carboni (ITA)   | 49.                      |
| 62                       | Luca Covili (ITA)        | 67.                      |
| 63                       | Filippo Fiorelli (ITA)   | DNF                      |
| 64                       | Francesco Romano (ITA)   | DNF                      |
| 65                       | Daniel Savini (ITA)      | DNF                      |
| 66                       | Manuel Senni (ITA)       | HD                       |
| 67                       | Filippo Zana (ITA)       | HD                       |

| Bora-Hansgrohe BOH | Bora-Hansgrohe BOH                    | Bora-Hansgrohe BOH |
| ------------------ | ------------------------------------- | ------------------ |
| Num                | Ciclista                              | Pos                |
| 71                 | Rafał Majka (POL)                     | 24.                |
| 72                 | Cesare Benedetti (ITA)                | 48.                |
| 73                 | Jean-Pierre Drucker (LUX)             | DNF                |
| 74                 | Patrick Konrad (AUT) (estrada)        | 31.                |
| 75                 | Paweł Poljański (POL)                 | DNF                |
| 76                 | Maximilian Schachmann (GER) (estrada) | 7.                 |
| 77                 | Ide Schelling (NED)                   | 86.                |

| CCC Team CCC | CCC Team CCC                  | CCC Team CCC |
| ------------ | ----------------------------- | ------------ |
| Num          | Ciclista                      | Pos          |
| 81           | Attila Valter (HUN)           | HD           |
| 82           | Alessandro De Marchi (ITA)    | 11.          |
| 83           | Simon Geschke (GER)           | 20.          |
| 84           | Kamil Małecki (POL)           | 67.          |
| 85           | Michał Paluta (POL) (estrada) | HD           |
| 86           | Joey Rosskopf (USA)           | 28.          |
| 87           | Georg Zimmermann (GER)        | 56.          |

| Circus-Wanty Gobert CWG | Circus-Wanty Gobert CWG    | Circus-Wanty Gobert CWG |
| ----------------------- | -------------------------- | ----------------------- |
| Num                     | Ciclista                   | Pos                     |
| 91                      | Jasper De Plus (BEL)       | DNF                     |
| 92                      | Théo Delacroix (FRA)       | HD                      |
| 93                      | Tom Devriendt (BEL)        | DNF                     |
| 94                      | Odd Christian Eiking (NOR) | 33.                     |
| 96                      | Andrea Pasqualon (ITA)     | HD                      |
| 97                      | Simone Petilli (ITA)       | 30.                     |

| Cofidis COF | Cofidis COF              | Cofidis COF |
| ----------- | ------------------------ | ----------- |
| Num         | Ciclista                 | Pos         |
| 101         | Jesús Herrada (ESP)      | 15.         |
| 102         | Fernando Barceló (ESP)   | DNF         |
| 103         | Jesper Hansen (DEN)      | 34.         |
| 104         | José Herrada (ESP)       | 73.         |
| 105         | Mathias Le Turnier (FRA) | HD          |
| 106         | Emmanuel Morin (FRA)     | DNF         |
| 107         | Attilio Viviani (ITA)    | DNF         |

| Deceuninck-Quick Step DQT | Deceuninck-Quick Step DQT | Deceuninck-Quick Step DQT |
| ------------------------- | ------------------------- | ------------------------- |
| Num                       | Ciclista                  | Pos                       |
| 111                       | Remco Evenepoel (BEL)     | DNF                       |
| 112                       | João Almeida (POR)        | DNF                       |
| 113                       | Andrea Bagioli (ITA)      | DNF                       |
| 114                       | Mattia Cattaneo (ITA)     | DNF                       |
| 115                       | Dries Devenyns (BEL)      | DNF                       |
| 116                       | Mikkel Honoré (DEN)       | 58.                       |
| 117                       | Pieter Serry (BEL)        | DNF                       |

| EF Pro Cycling EF1 | EF Pro Cycling EF1     | EF Pro Cycling EF1 |
| ------------------ | ---------------------- | ------------------ |
| Num                | Ciclista               | Pos                |
| 121                | Alberto Bettiol (ITA)  | DNF                |
| 122                | Jonathan Caicedo (ECU) | 78.                |
| 123                | Simon Clarke (AUS)     | 14.                |
| 124                | Ruben Guerreiro (POR)  | 17.                |
| 125                | Lachlan Morton (AUS)   | DNF                |
| 126                | Magnus Cort (DEN)      | HD                 |
| 127                | Michael Woods (CAN)    | 29.                |

| Gazprom-RusVelo GAZ | Gazprom-RusVelo GAZ      | Gazprom-RusVelo GAZ |
| ------------------- | ------------------------ | ------------------- |
| Num                 | Ciclista                 | Pos                 |
| 131                 | Anton Kuzmin (KAZ)       | DNF                 |
| 132                 | Serguei Chernetski (RUS) | 47.                 |
| 133                 | Denis Nekrasov (RUS)     | DNF                 |
| 134                 | Artem Nych (RUS)         | 74.                 |
| 135                 | Ivan Rovny (RUS)         | 59.                 |
| 136                 | Alexey Rybalkin (RUS)    | 63.                 |
| 137                 | Simone Velasco (ITA)     | 64.                 |

| Groupama-FDJ GFC | Groupama-FDJ GFC      | Groupama-FDJ GFC |
| ---------------- | --------------------- | ---------------- |
| Num              | Ciclista              | Pos              |
| 141              | Alexys Brunel (FRA)   | DNF              |
| 142              | Kilian Frankiny (SUI) | HD               |
| 143              | Rudy Molard (FRA)     | 21.              |
| 144              | Anthony Roux (FRA)    | 41.              |
| 145              | Romain Seigle (FRA)   | HD               |
| 146              | Benjamin Thomas (FRA) | HD               |
| 147              | Simon Guglielmi (FRA) | 45.              |

| Israel Start-Up Nation ISN | Israel Start-Up Nation ISN | Israel Start-Up Nation ISN |
| -------------------------- | -------------------------- | -------------------------- |
| Num                        | Ciclista                   | Pos                        |
| 151                        | Matteo Badilatti (SUI)     | 23.                        |
| 152                        | Guillaume Boivin (CAN)     | DNF                        |
| 153                        | Alexander Cataford (CAN)   | DNF                        |
| 154                        | Omer Goldstein (ISR)       | HD                         |
| 155                        | Ben Hermans (BEL)          | 9.                         |
| 156                        | Daniel Navarro (ESP)       | 22.                        |
| 157                        | James Piccoli (CAN)        | HD                         |

| Lotto-Soudal LTS | Lotto-Soudal LTS         | Lotto-Soudal LTS |
| ---------------- | ------------------------ | ---------------- |
| Num              | Ciclista                 | Pos              |
| 161              | Tim Wellens (BEL)        | HD               |
| 162              | Steff Cras (BEL)         | 49.              |
| 163              | Kobe Goossens (BEL)      | 71.              |
| 164              | Adam Hansen (AUS)        | DNF              |
| 165              | Nikolas Maes (BEL)       | DNF              |
| 166              | Tomasz Marczyński (POL)  | DNF              |
| 167              | Tosh Van der Sande (BEL) | DNF              |

| Mitchelton-Scott MTS | Mitchelton-Scott MTS          | Mitchelton-Scott MTS |
| -------------------- | ----------------------------- | -------------------- |
| Num                  | Ciclista                      | Pos                  |
| 171                  | Mikel Nieve (ESP)             | DNF                  |
| 172                  | Michael Albasini (SUI)        | DNF                  |
| 173                  | Tsgabu Grmay (ETH)            | 82.                  |
| 174                  | Lucas Hamilton (AUS)          | DNF                  |
| 175                  | Cameron Meyer (AUS) (estrada) | DNF                  |
| 176                  | Callum Scotson (AUS)          | DNF                  |
| 177                  | Robert Stannard (AUS)         | 54.                  |

| Movistar Team MOV | Movistar Team MOV       | Movistar Team MOV |
| ----------------- | ----------------------- | ----------------- |
| Num               | Ciclista                | Pos               |
| 181               | Dario Cataldo (ITA)     | 16.               |
| 182               | Juan Diego Alba (COL)   | 85.               |
| 183               | Héctor Carretero (ESP)  | DNF               |
| 184               | Juri Hollmann (GER)     | HD                |
| 185               | Einer Rubio (COL)       | 60.               |
| 186               | Eduardo Sepúlveda (ARG) | 83.               |
| 187               | Davide Villella (ITA)   | DNF               |

| NTT Pro Cycling NTT | NTT Pro Cycling NTT     | NTT Pro Cycling NTT |
| ------------------- | ----------------------- | ------------------- |
| Num                 | Ciclista                | Pos                 |
| 191                 | Stefan de Bod (RSA)     | 78.                 |
| 192                 | Benjamin Dyball (AUS)   | DNF                 |
| 193                 | Enrico Gasparotto (SUI) | DNF                 |
| 194                 | Benjamin King (USA)     | HD                  |
| 195                 | Gino Mäder (SUI)        | DNF                 |
| 196                 | Matteo Sobrero (ITA)    | DNF                 |
| 197                 | Danilo Wyss (SUI)       | DNF                 |

| Team Ineos INS | Team Ineos INS            | Team Ineos INS |
| -------------- | ------------------------- | -------------- |
| Num            | Ciclista                  | Pos            |
| 201            | Richard Carapaz (ECU)     | 13.            |
| 202            | Edward Dunbar (IRL)       | 40.            |
| 203            | Tao Geoghegan Hart (GBR)  | DNF            |
| 204            | Gianni Moscon (ITA)       | 56.            |
| 205            | Salvatore Puccio (ITA)    | DNF            |
| 206            | Iván Ramiro Sosa (COL)    | DNF            |
| 207            | Ben Swift (GBR) (estrada) | DNF            |

| Jumbo-Visma TJV | Jumbo-Visma TJV        | Jumbo-Visma TJV |
| --------------- | ---------------------- | --------------- |
| Num             | Ciclista               | Pos             |
| 211             | George Bennett (NZL)   | 2.              |
| 212             | Koen Bouwman (NED)     | 68.             |
| 213             | Chris Harper (AUS)     | 72.             |
| 214             | Lennard Hofstede (NED) | DNF             |
| 215             | Paul Martens (GER)     | DNF             |
| 216             | Jonas Vingegaard (DEN) | DNF             |
| 217             | Antwan Tolhoek (NED)   | 12.             |

| Team Sunweb SUN | Team Sunweb SUN       | Team Sunweb SUN |
| --------------- | --------------------- | --------------- |
| Num             | Ciclista              | Pos             |
| 221             | Wilco Kelderman (NED) | 19.             |
| 222             | Nico Denz (GER)       | DNF             |
| 223             | Chad Haga (USA)       | 32.             |
| 224             | Chris Hamilton (AUS)  | 50.             |
| 225             | Jai Hindley (AUS)     | 64.             |
| 226             | Martijn Tusveld (NED) | DNF             |
| 227             | Florian Stork (GER)   | 65.             |

| UAE Team Emirates UAD | UAE Team Emirates UAD       | UAE Team Emirates UAD |
| --------------------- | --------------------------- | --------------------- |
| Num                   | Ciclista                    | Pos                   |
| 231                   | Diego Ulissi (ITA)          | 8.                    |
| 232                   | Fabio Aru (ITA)             | DNF                   |
| 233                   | Valerio Conti (ITA)         | DNF                   |
| 234                   | Alessandro Covi (ITA)       | DNF                   |
| 235                   | Brandon McNulty (USA)       | 61.                   |
| 236                   | Edward Ravasi (ITA)         | 60.                   |
| 237                   | Aleksandr Riabushenko (BLR) | DNF                   |

| Vini Zabù-KTM THR | Vini Zabù-KTM THR       | Vini Zabù-KTM THR |
| ----------------- | ----------------------- | ----------------- |
| Num               | Ciclista                | Pos               |
| 241               | Giovanni Visconti (ITA) | DNF               |
| 242               | Lorenzo Fortunato (ITA) | 43.               |
| 243               | Marco Frapporti (ITA)   | DNF               |
| 244               | Andrea Garosio (ITA)    | 39.               |
| 245               | James Mitri (NZL)       | DNF               |
| 246               | Lorenzo Rota (ITA)      | 18.               |
| 247               | Matteo Spreafico (ITA)  | 83.               |